# 신덕면
신덕면(新德面)은 전북특별자치도 임실군에 위치한 행정 구역이다.

## 행정 구역
- 금정리
- 삼길리
- 수천리
- 신덕리
- 신흥리
- 오궁리
- 월성리
- 조월리
- 지장리